# Joan Noya i Salvatella
Joan Noya i Salvatella (Ripollet, 10 de febrer de 1935 - 30 d'octubre de 2010) va ser un empresari i sardanista català.
Joan Noya i Salvatella va néixer a Ripollet el 10 de febrer de 1935, fill de Josep i Carmeta. Va ser un dels fundadors de l'entitat Ripollet Sardanista, que havia de fer la primera audició el 23 de novembre de 1975. Coincidint amb la mort del cap de l'estat, en Francisco Franco, es va haver de suspendre la mateixa. El primer president de Ripollet Sardanista va ser en Miquel Esparrach i Sallent. En aquells moments les sardanes anaven de la mà amb el Ball de Gitanes. El segon president, en Joan Noya, va ser-ne fins a la seva mort el 30 d'octubre de 2010. L'any 2011 ha agafat el relleu en Pere López i Torras com a nou president de l'entitat. En Joan Noya va convertir l'entitat en una de les més actives de la vila i en una de les de més nombroses quant a socis, arribant a comptar-se pel damunt dels 500. Va ser una persona molt coneguda i estimada dins l'àmbit sardanístic arreu de Catalunya. Van estrenar-se moltes sardanes a Ripollet, fent amistats amb cobles i compositors. La primera sardana que va estrenar-se amb Ripollet Sardanista com a responsable va ser "Ripollet Sardanista" d'en Francesc Mas Ros i la darrera, amb en Joan en vida, la dedicada a la seva neta, "La Cristina Noya" d'en Tomàs Gil i Membrado.